# Bang (The Jesus Lizard)
Bang è un album compilation del gruppo noise rock The Jesus Lizard, pubblicato nel 2000 dall'etichetta Touch and Go Records.
Il disco contiene tracce precedentemente apparse in EP, versioni alternative di brani già noti, cover e B-side di singoli vari.

## Tracce
- Tutti i brani sono opera dei Jesus Lizard, eccetto dove indicato.

1. Chrome (Chrome) - 3:51
2. 7 Vs. 8 – 3:33
3. Gladiator – 4:03
4. Seasick – 3:15
5. Wheelchair Epidemic (The Dicks) - 2:11
6. Dancing Naked Ladies – 3:01
7. Mouth Breather – 2:15
8. Sunday You Need Love (Trio) - 2:44
9. Glamorous – 3:03
10. Deaf as a Bat – 1:38
11. Lady Shoes – 2:37
12. Killer McHann – 2:10
13. Bloody Mary – 2:40
14. Monkey Trick – 4:36
15. Uncommonly Good – 2:48
16. The Test – 2:36
17. Blockbuster – 3:32
18. Fly on the Wall – 2:54
19. White Hole – 3:22
20. Anna (Trio) – 2:38